# Gluta elegans
Gluta elegans är en sumakväxtart som först beskrevs av Nathaniel Wallich, och fick sitt nu gällande namn av Wilhelm Sulpiz Kurz. Gluta elegans ingår i släktet Gluta och familjen sumakväxter. Inga underarter finns listade i Catalogue of Life.